# Ghislain Bolduc
Pour les articles homonymes, voir Bolduc.
Ghislain Bolduc est un homme politique québécois.  

## Biographie

### Jeunesse et formation
Ghislain Bolduc obtient un baccalauréat en génie chimique en 1977 et une maîtrise en administration des affaires (MBA) en 1989.
Pendant 25 ans, il est directeur de Polymer Chemicals (AkzoNobel inc.). 
Il est par la suite président du Domaine de la sobriété à Stratford de 2004 à 2012. Il est président de la Caisse populaire Desjardins du Granit de 2007 à 2010, puis administrateur jusqu'en 2012. De 2007 à 2012, il est membre de la Table estrienne des véhicules hors route et membre du conseil d'administration du Conseil de gouvernance de l'eau des bassins versants de la rivière Saint-François (COGESAF).

### Carrière politique
De l'élection générale québécoise de 2012 jusqu'à celle de 2018, il est député libéral à l'Assemblée nationale du Québec, il représente la circonscription de Mégantic. 
De 2013 à 2014, il est le porte-parole de l’opposition officielle en matière de forêt, faune et parcs, puis porte-parole de l’opposition officielle en matière de mines, de transport des matières dangereuses et pour la reconstruction de Lac-Mégantic. Il est ensuite adjoint parlementaire au ministre des Transports (volet matières dangereuses), adjoint parlementaire au ministre responsable de la région de l'Estrie (volet relance de Mégantic), adjoint parlementaire au ministre des Transports et adjoint parlementaire au ministre des Transports, de la Mobilité durable et de l'Électrification des transports.
Avant son élection, il était le maire de la municipalité de Lambton en Estrie de 2009 à 2012. Il a également exercé le rôle de conseiller municipal dans cette municipalité de 2005 à 2009. 